# Michael Dixon
Pour les articles homonymes, voir Michael Dixon (basket-ball) et Dixon.
Michael « Mike » Dixon, né le 21 novembre 1962, est un biathlète britannique, qui a commencé sa carrière dans le ski de fond.

## Biographie
Mike Dixon est soutenu dans son sport par l'armée, dont il est un Royal Engineer.
Aux Jeux olympiques d'hiver de 1984, il court le quinze kilomètres (60e) et le relais (14e) en ski de fond. Il se tourne ensuite vers le biathlon pour le reste de sa carrière, faisant ses débuts internationaux dans ce sport durant la saison 1986-1987.
Aux Jeux olympiques d'hiver de 1988, il est 21e du sprint et 13e de l'individuel, ses premiers résultats dans le top trente. 
Aux Jeux olympiques d'hiver de 1992, il améliore le résultat d'il y a quatre ans à Calgary d'une place sur l'individuel, pour se classer douzième. Douzième est aussi son meilleur résultat individuel obtenu aux Championnats du monde, lors de l'édition 1990.
Il est le porte-drapeau de sa délégation lors des trois éditions suivantes 1994, 1998 et 2002, où il devient le septième athlète à prendre part à six éditions des Jeux olympiques. En 2002, il dispute l'ultime saison de sa carrière sportive.
Après sa carrière sportive, il devient commentateur de biathlon, puis entraîneur.

## Palmarès en biathlon

### Jeux olympiques d'hiver
| Épreuve / Édition      | Individuel | Sprint | Poursuite                        | Relais |
| ---------------------- | ---------- | ------ | -------------------------------- | ------ |
| JO 1988 Calgary        | 13e        | 21e    | Épreuve inexistante à cette date | 13e    |
| JO 1992 Albertville    | 12e        | 60e    | Épreuve inexistante à cette date | 18e    |
| JO 1994 Lillehammer    | 4e         | 10e    | Épreuve inexistante à cette date | 4e     |
| JO 1998 Nagano         | 33e        | 47e    | Épreuve inexistante à cette date | -      |
| JO 2002 Salt Lake City | 79e        | 74e    | -                                | 19e    |

Légende :
- — : pas de participation à l'épreuve

### Championnats du monde
| Épreuve / Édition                      | individuel                       | Sprint                           | Poursuite                        | Départ en masse                  | Relais                           | Course par équipes               |
| Mondiaux 1987 Lake Placid              | 55e                              | 46e                              | Épreuve inexistante à cette date | Épreuve inexistante à cette date | 13e                              | —                                |
| Mondiaux 1989 Feistritz                | 48e                              | 56e                              | Épreuve inexistante à cette date | Épreuve inexistante à cette date | 13e                              | —                                |
| Mondiaux 1990 Kontiolahti/ Minsk/ Oslo | 12e                              | 62e                              | Épreuve inexistante à cette date | Épreuve inexistante à cette date | -                                | -                                |
| Mondiaux 1991 Lahti                    | 41e                              | 41e                              | Épreuve inexistante à cette date | Épreuve inexistante à cette date | 14e                              | 14e                              |
| Mondiaux 1992 Novossibirsk             | Épreuve inexistante à cette date | Épreuve inexistante à cette date | Épreuve inexistante à cette date | Épreuve inexistante à cette date | Épreuve inexistante à cette date | 9e                               |
| Mondiaux 1993 Borovets                 | 88e                              | 85e                              | Épreuve inexistante à cette date | Épreuve inexistante à cette date | 21e                              | 20e                              |
| Mondiaux 1994 Canmore                  | Épreuve inexistante à cette date | Épreuve inexistante à cette date | Épreuve inexistante à cette date | Épreuve inexistante à cette date | Épreuve inexistante à cette date | 10e                              |
| Mondiaux 1995 Antholz Anterselva       | 45e                              | -                                | Épreuve inexistante à cette date | Épreuve inexistante à cette date | 17e                              | 19e                              |
| Mondiaux 1996 Ruhpolding               | 48e                              | 52e                              | Épreuve inexistante à cette date | Épreuve inexistante à cette date | 20e                              | —                                |
| Mondiaux 1997 Osrblie                  | -                                | 50e                              | -                                | Épreuve inexistante à cette date | -                                | -                                |
| Mondiaux 1998 Pokljuka Hochfilzen      | Épreuve inexistante à cette date | Épreuve inexistante à cette date | 42e                              | Épreuve inexistante à cette date | Épreuve inexistante à cette date | 18e                              |
| Mondiaux 1999 Kontiolahti Oslo         | 36e                              | 80e                              | -                                | -                                | 16e                              | Épreuve inexistante à cette date |
| Mondiaux 2000 Oslo Lahti               | 55e                              | -                                | -                                | -                                | 18e                              | Épreuve inexistante à cette date |
| Mondiaux 2001 Pokljuka                 | 68e                              | 55e                              | 55e                              | -                                | 19e                              | Épreuve inexistante à cette date |

Légende :

 : épreuve inexistante à cette date

— : pas de participation à cette épreuve

### Coupe du monde
- Meilleur classement général : 42e en 1992.
- Meilleur résultat individuel : 12e.